# 野澤密全
野澤 密全（のざわ みつぜん、1898年9月3日 - 1971年11月11日）は、日本の真言宗の僧侶。信貴山真言宗初代管長。信貴山中興の偉人とも称されている。

## 略歴
香川県仲多度郡高篠村（現・まんのう町）生まれ。11歳で親元を離れて奈良県の信貴山で寺に入り、14歳の時に僧侶となった。1920年、真言宗京都大学（現・種智院大学）卒業。27歳という異例の若さで宗会議員になったほか、大阪で野澤幼稚園を運営した。